# Mount Bauerman
Mount Bauerman är ett berg i Kanada.   Det ligger i provinsen Alberta, i den södra delen av landet, 2 900 km väster om huvudstaden Ottawa. Toppen på Mount Bauerman är 2 036 meter över havet.
Terrängen runt Mount Bauerman är kuperad åt nordväst, men åt sydost är den bergig. Trakten runt Mount Bauerman är nära nog obefolkad, med mindre än två invånare per kvadratkilometer.. Det finns inga samhällen i närheten.
Trakten runt Mount Bauerman består i huvudsak av gräsmarker.